# 銀鶴獎
銀鶴獎是由立陶宛電影學院主辦的電影獎項，於2008年開始頒發。

## 獎項
- 最佳電影
- 最佳導演
- 最佳男主角
- 最佳女主角
- 最佳男配角
- 最佳女配角
- 最佳攝影

## 外部連結
- 相關網站（立陶宛文）